# 社会主义工党 (英国1903年)

社会主义工党标志

社会主义工党（英語：Socialist Labour Party）是英国历史上的一个社会主义政党。1903年6月7日，詹姆斯·康诺利、尼尔·麦克莱恩以及一些受美国社会主义劳工党领导人、马克思主义理论家丹尼尔·德莱昂的政治理念影响的社会民主联盟成员建立社会主义工党。1919年3月，该党派代表出席共产国际第一次代表大会。1919年，该党有1000名成员。该党一直是一个小型组织，最终于1980年解散。